# Nudochernes crassus
Nudochernes crassus es una especie de arácnido  del orden Pseudoscorpionida de la familia Chernetidae.

## Distribución geográfica
Se encuentra en Uganda y Kenia.